# Osteomeles schwerinae
Espèce
Classification phylogénétique
Osteomeles schwerinae est une espèce de plantes à fleurs de la famille des Rosacées. C'est un arbuste trouvé en Chine.

## Description
Il s'agit d'un arbuste à feuillage persistant pouvant atteindre 4 m de haut.
Les feuilles sont imparipennées, aux folioles opposés et au pétiole très court.
Des corymbes terminaux portent de nombreuses fleurs, à 5 sépales, 5 pétales et 20 étamines.
L'ovaire inférieur compte 5 locules avec un ovule par locule.
Le fruit est une petite pomme aux sépales persistants d'environ 8 mm de diamètre.

## Distribution
Cette espèce est originaire de Chine tempérée (Gansu, Guizhou, Shaanxi, Sichuan, Taïwan, Xizang, Yunnan).
Elle est adaptée aux terrains ensoleillés et bien drainés. Elle se développe bien sous le climat français.

## Utilisation
Le fruit légèrement sucré est comestible.
Une utilisation ornementale de quelques variétés se développe pour la floraison et les fruits.
Deux variétés botaniques sont répertoriées :
- Osteomeles schwerinae var. microphylla Rehder & E.H. Wilson (1917)
- Osteomeles schwerinae var. multijuga Koidz. (1936)

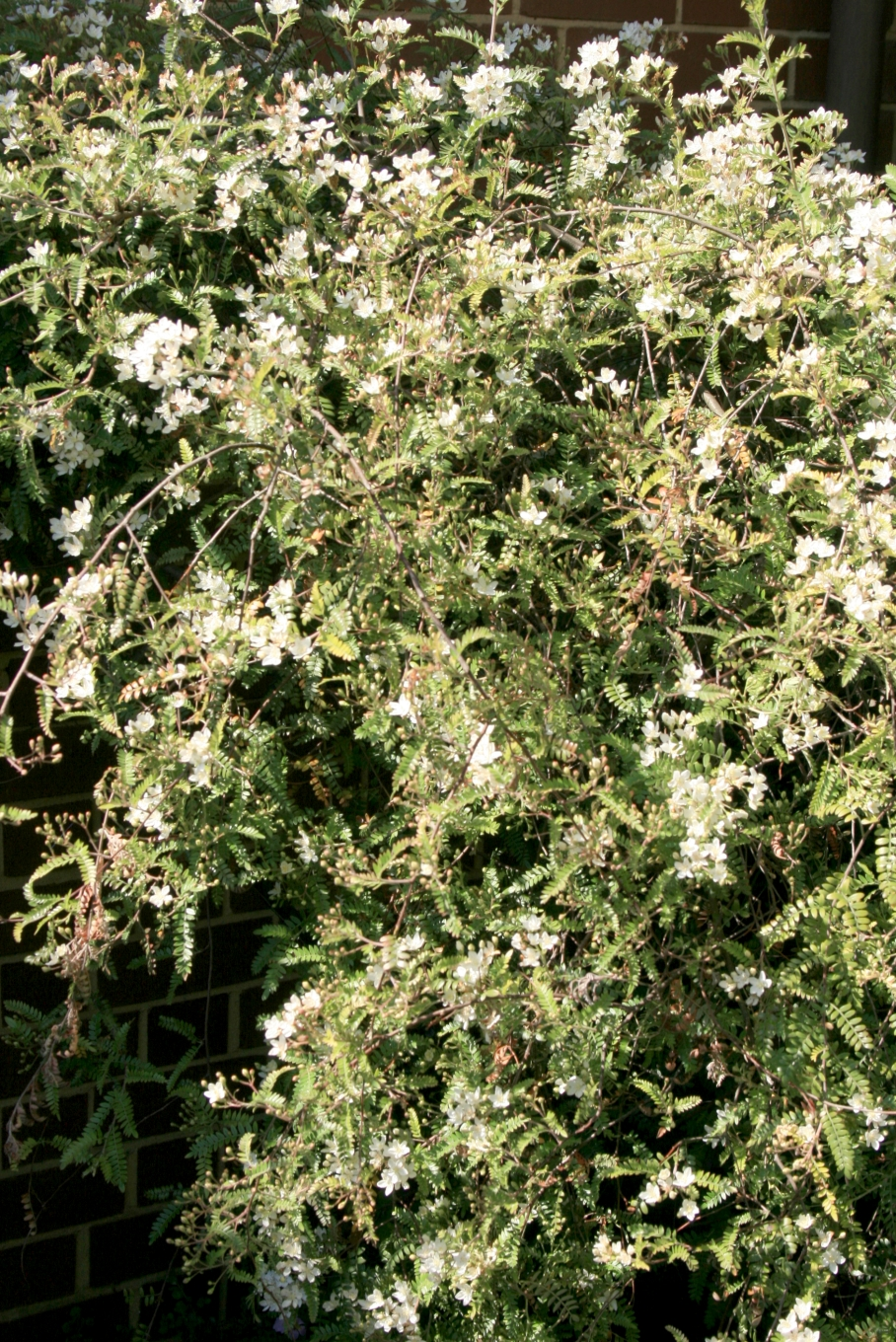
Vue générale.
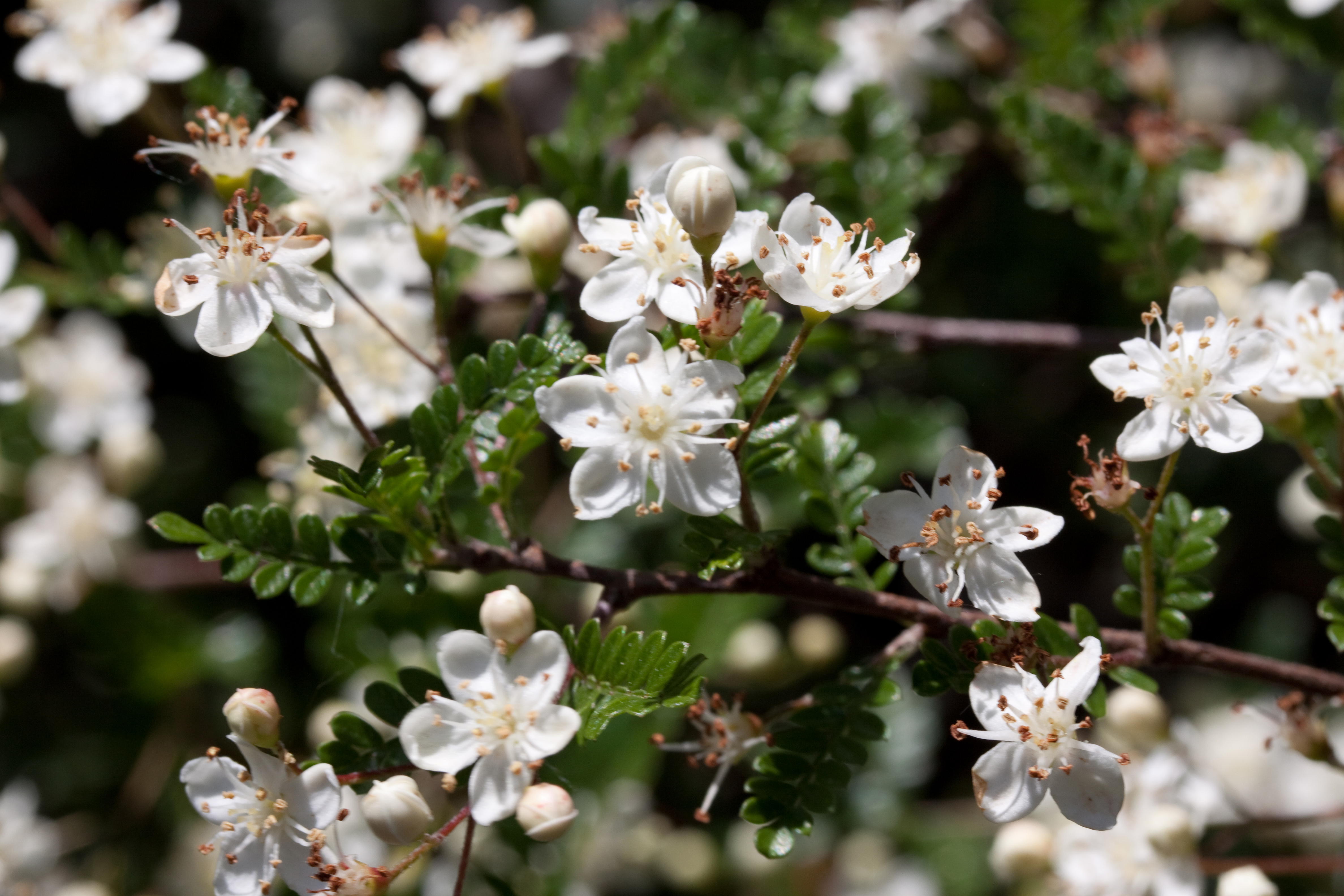
Fleurs.
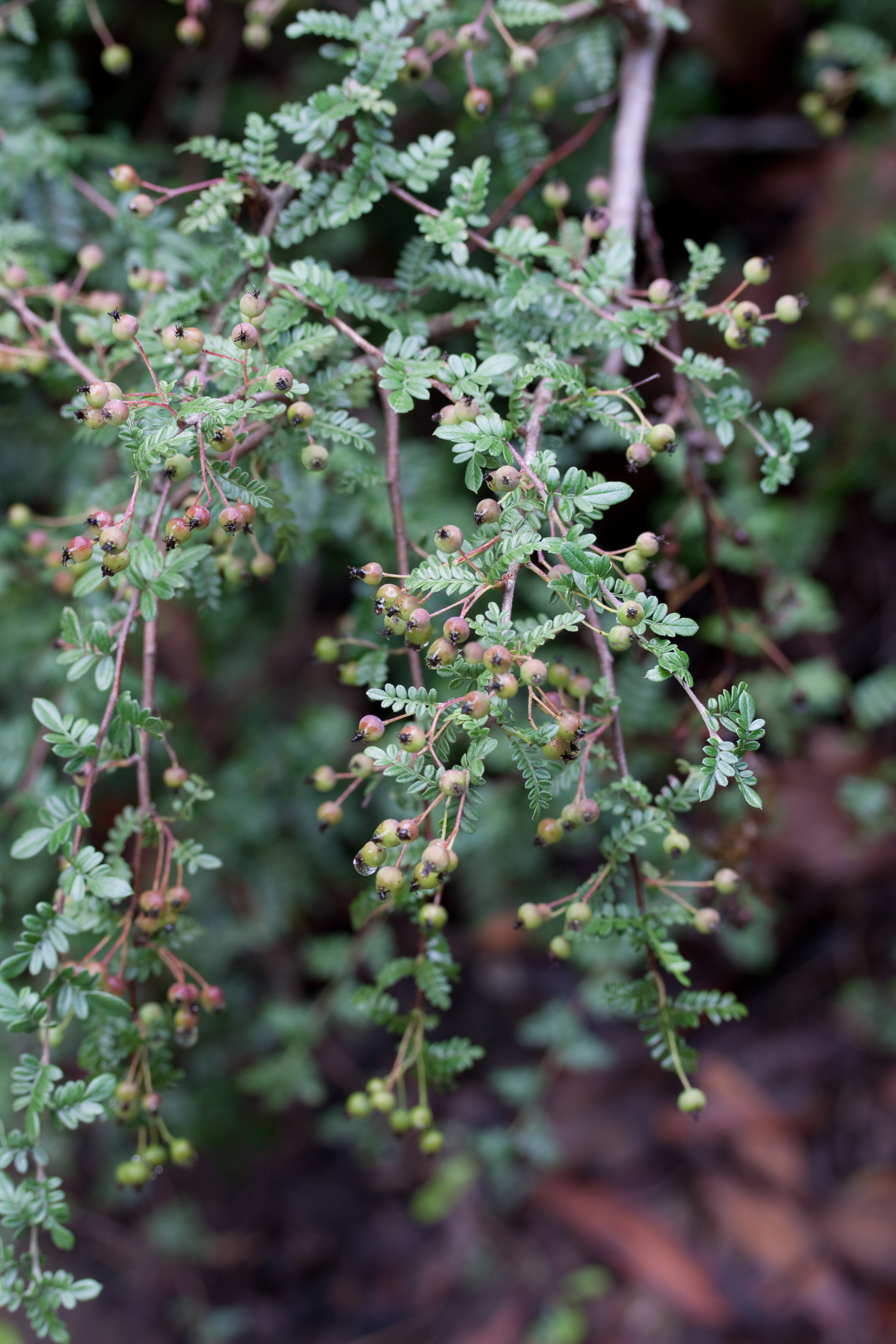
Jeunes fruits.